# شیلسدورف
شیلسدورف (به آلمانی: Schillsdorf) یک شهر در آلمان است که در پلون واقع شده‌است. شیلسدورف ۸۸۸ نفر جمعیت دارد.